# ویتکوواتس (آلکسیناتس)
ویتکوواتس (به صربی: Vitkovac) یک منطقهٔ مسکونی در صربستان است که در الکسیناتس واقع شده‌است. ویتکوواتس ۳۹۸ نفر جمعیت دارد.